# Jacques Garcia
Pour les articles homonymes, voir García.
Jacques Garcia, né le 25 septembre 1947 à Paris, est un architecte d'intérieur et décorateur français.

## Biographie
Né le 25 septembre 1947, Jacques Garcia a des parents commerçants avant que son père Adolpho Garcia, fils d'émigré espagnol, ne devienne chauffagiste à la gare de l'Est. Sa mère, Jeannette Maitrat, est sympathisante communiste et comptable, issue d'une famille du Bourbonnais,. Le jeune Jacques Garcia apprend à chiner avec son père aux marchés aux puces de la porte de Vanves et de Montreuil. Il découvre vite ses facilités pour le dessin et sa fascination  pour les œuvres d'art.
En 1966, son père l'inscrit comme boursier de Penninghen, prestigieuse école d'arts graphiques parisienne, dont il ressort diplômé.
Adulte, il se dirige vers une école[Laquelle ?] d’architecture d’intérieur qu’il complète par une formation aux métiers d'art. Dans le cadre de l’agence de décoration où il débute, il se spécialise dans l’architecture contemporaine, en réalisant notamment les concepts intérieurs de la tour Montparnasse, des hôtels du groupe Méridien ou encore du Royal Monceau à Paris et de l’hôtel La Mamounia à Marrakech. Il a aussi une âme de collectionneur et chine afin de rassembler ce que la Révolution française a dispersé, dans une collection de meubles et d’objets royaux.
En 1980, il acquiert l'hôtel de Sagonne, no 28 rue des Tournelles à Paris, qu'il restaure et décore « à la manière de ». La publication des photos de sa restauration dans un magazine de décoration lance sa carrière qui voit affluer les commandes de clients privés.
Dès les années 1980, il conduit des projets de décoration pour des clients comme les d’Ornano, Bouygues ou Mauboussin. Dans les années 1990, il rénove de nombreux établissements du groupe hôtelier Lucien Barrière. Son registre créatif diversifié s’étend alors du « minimalisme zen à la surcharge néo gothique, de l’exotisme du retour d’Égypte à la folie Napoléon III ».
La rénovation de l'hôtel particulier parisien du sultan de Brunei, place Vendôme, lui permet de s'offrir en 1992 le château du Champ-de-Bataille au Neubourg. Il a pour cela été contraint de vendre l'hôtel de Sagonne ainsi que le château de Menou, situé dans le Nivernais.
De 1994 à 2004, il collabore avec Bernard Quentin au réaménagement intérieur de l'Hôtel de Chambon, où il met en valeur les collections de son nouveau propriétaire, l'acteur Gérard Depardieu.
En 2006, Jacques Garcia redécore entièrement l'hôtel Odéon Saint Germain, une bâtisse du XVIe siècle située à Saint-Germain-des-Prés, (Paris), et membre de la chaîne Exclusive Hotels.
Début 2014, il participe à la mise en place de « period rooms », au musée du Louvre à Paris, qui présente des salles d'époque meublées reconstituées, dont certaines parties sont des créations entièrement originales, présentant les différents styles de l'Ancien Régime au XVIIIe siècle, dont la réception critique a pu susciter des réserves.
À Paris, il a notamment été chargé de la décoration du Grand Café, de La Belle Armée, de Ladurée, de L'Avenue, de L'Esplanade, du Ruc, du Paris, du Royal Monceau, de l'hôtel La Reserve, de la Maison Souquet. Il s'est aussi occupé de La Mamounia à Marrakech (Maroc), du NoMad à New York et de l'hôtel Danieli à Venise.

## Le château du Champ-de-Bataille
Devenu l'architecte d'intérieur des restaurants et hôtel Costes, hôtel Majestic ou encore du Fouquet's à Paris, il acquiert le château du Champ-de-Bataille dans l'Eure et entreprend de le restaurer selon son style. Après douze ans de travaux et d'investissements, le château est également devenu un musée. À l'extérieur, le parc est planté de 60 000 buis, 10 000 charmilles, 35 000 ifs, 2 500 tilleuls et d'une centaine de palmiers.
Y installant de nombreuses œuvres d'art du Grand Siècle, il entreprend, déclare-t-il, de « rassembler dans une collection de meubles et d’objets royaux ce que la Révolution française a dispersé ».

## Publications
- Jacques Garcia et Franck Ferrand (photogr. Yvan Moreau), Moderne, Paris, Gallimard, 2003, 279 p. (ISBN 2-07-011749-9)
- Jacques Garcia et Henry-Jean Servat (photogr. Pierre-Yves Hervy-Vaillant), Le Style à La Traviata, Paris, Albin Michel, 2005, 121 p. (ISBN 978-2226152039)
- Jacques Garcia et Franck Ferrand (photogr. Yvan Moreau), L'Éloge du décor, Paris, Flammarion, 2005, 263 p. (ISBN 2-08-011465-4)

- Alain Stella (photogr. Eric Sander), Jacques Garcia - Vingt ans de passion, le château du Champ-de-Bataille, Paris, Flammarion, 2013, 396 p. (ISBN 9782081300170)

- Alain Stella (photogr. Bruno Ehrs), Jacques Garcia - Villa Elena, un rêve sicilien, Paris, Flammarion, 2022, 276 p. (ISBN 978-2081515185)

## Distinctions
- Médaille d’or de la ville de Paris
- Commandeur de l'ordre des Arts et des Lettres (2002).
- Chevalier de l'ordre du Mérite agricole pour ses travaux de restauration du château du Champ de Bataille et de ses jardins[4].
- Commandeur de la Légion d'honneur (2017 ; Officier en 2005 ; Chevalier en 1997).

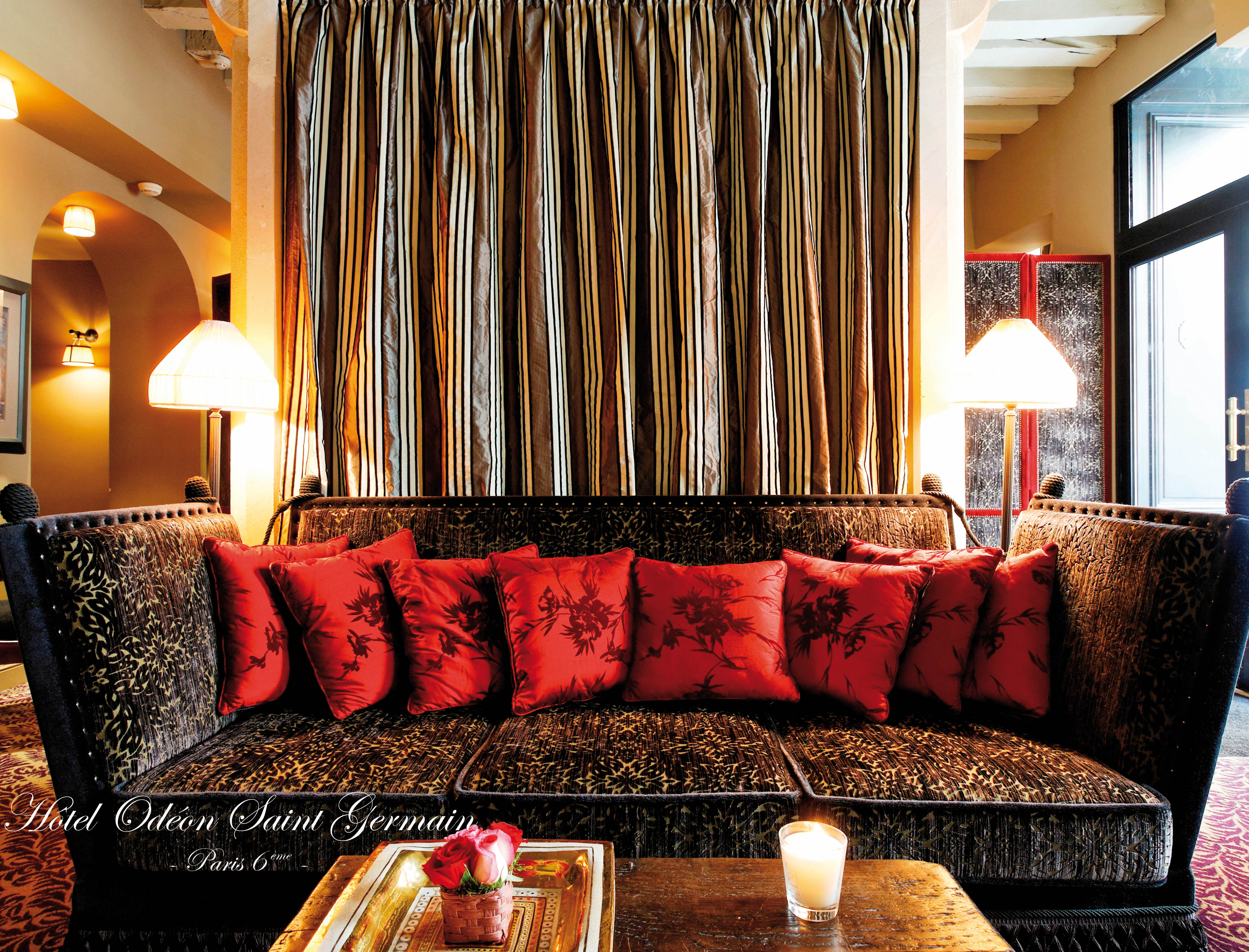
L'hôtel Odéon Saint Germain à Paris, décoré par Jacques Garcia.

### Filmographie
- Jacques Garcia, gentleman décorateur (52 min), film documentaire réalisé par Francis Blaise